# Thies Roorda
Thies Roorda (Jakarta, 1954) is een Nederlands fluitist.

## Opleiding
Roorda studeerde aanvankelijk bij Peter van Munster aan het Stedelijk Conservatorium in Groningen en daarna bij Paul Verhey aan het Koninklijk Conservatorium in Den Haag. Hij studeerde vervolgens verder in de Verenigde Staten bij de Engelse fluitist Geoffrey Gilbert. 

## Activiteiten
Roorda is fluitist in het Radio Filharmonisch Orkest in Hilversum. Kamermuziek maakt hij in verschillende ensembles. Zijn vaste pianist is Nata Tsvereli. Hij maakte deel uit van het Hummel Trio met de cellist Dmitri Ferschtman en pianiste Mila Baslawskaja. Diverse componisten schreven stukken voor Roorda: onder anderen Konrad Boehmer, Maarten Bon, Jean Françaix, Gottfried Michael Koenig, Joep Straesser en Isang Yun.

## Pedagoog
Roorda is hoofdvakdocent aan het Koninklijk Conservatorium in Den Haag. Hij gaf masterclasses in Italië (Modena en Chiusi), Portugal (Lissabon), Rusland (Sint-Petersburg) en Zwitserland. Hij probeert een nieuw soort onderwijs te stimuleren op het gebied van ademhaling en toonvorming, wat hij vormgaf in zijn cursussen Blow How voor fluitisten.

## Trivia
Roorda is de partner van Rien de Reede, die ook fluitist is.